# Vågsjöarna
Vågsjöarna är en sjö i Forshaga kommun och Munkfors kommun i Värmland och ingår i Göta älvs huvudavrinningsområde. Sjön har en area på 0,662 kvadratkilometer och ligger 188 meter över havet. Vid provfiske har abborre, gädda och mört fångats i sjön.

## Delavrinningsområde
Vågsjöarna ingår i det delavrinningsområde (663132-136933) som SMHI kallar för Ovan VDRID = Ranån i Göta älvs vattendragsyta. Medelhöjden är 171 meter över havet och ytan är 58,52 kvadratkilometer. Räknas de 430 avrinningsområdena uppströms in blir den ackumulerade arean 10 869,21 kvadratkilometer. Avrinningsområdets utflöde Göta älv (Röa) mynnar i havet. Avrinningsområdet består mestadels av skog (73 procent). Avrinningsområdet har 1,7 kvadratkilometer vattenytor vilket ger det en sjöprocent på 2,9 procent.